# اقتصاد السودان
السودان قطرٌ شاسع وغني بالموارد الطبيعية؛ الزراعية (بالأراض الخصبة)، والحيوانية، والمعدنية، والنباتية، والمائية.
والاعتماد الرئيس للسودان هو الزراعة؛ إذ هي 80% من نشاط السكان. ويعتمد أيضًا على الصناعة، وخصوصًا الصناعات الزراعية.
حتى النصف الثاني من عام 2008، ازدهر الاقتصاد السوداني على خلفية الزيادة في إنتاج النفط، وارتفاع أسعار النفط، والتدفقات كبيرة من الاستثمار الأجنبي المباشر. سجل نمو الناتج المحلي الإجمالي أكثر من 10% سنويا في عامي 2006 و2007. من عام 1997 حتى الآن، وقد تم العمل مع السودان في صندوق النقد الدولي لتنفيذ إصلاحات الاقتصاد الكلي، بما في ذلك تعويم محكوم لسعر الصرف. وبدأ السودان تصدير النفط الخام في الربع الأخير من عام 1999. الإنتاج الزراعي لا يزال مهما، لأنه يوظف 80% من قوة العمل ويساهم في ثلث الناتج المحلي الإجمالي. الصراع في دارفور، وبعد عقدين من الحرب الأهلية في الجنوب، وعدم وجود البنية التحتية الأساسية في مناطق واسعة، والاعتماد من قبل الكثير من السكان على زراعة الكفاف تضمن الكثير من السكان البقاء في أو تحت خط الفقر لسنوات على الرغم من ارتفاع سريع في معدل نصيب الفرد من الدخل. في يناير 2007، أدخلت الحكومة عملة جديدة، والجنيه السوداني، على أساس سعر صرف الأولي 1.00 دولار يساوي 2 جنيه سوداني. ولكن حلت أزمة بالاقتصاد السوداني حتى اضطر البنك المركزي لرفع سعر صرف العملة المحلية حتى ارتفعت إلى 30 جنيه سوداني مقابل كل دولار.

## الزراعة

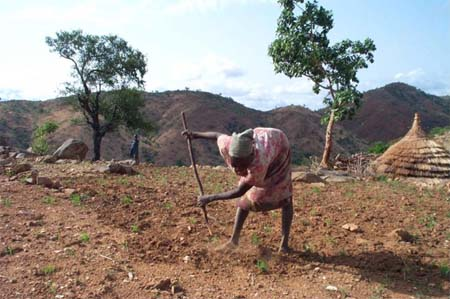
امراة سودانية تعمل بيدها في الحرث

تشكل الزراعة وتربية الماشية من أهم المصادر الرئيسية لكسب العيش في السودان وذلك لنحو أكثر من 61% من السكان العاملين في أوائل عام 1990 م. ويعتبر السودان واحد من أكبر ثلاث بلدان في القارة الأفريقية من حيث المساحة وواحد من أهم بلدان العالم التي تتوفر فيه المياه والأراضي الزراعية الصالحة للزراعة بما يقارب ثلث إجمالي مساحته البالغة 1,886,068 كيلومتر مربع، (728,215 ميل مربع)، مما يجعله «سلة غذاء» عالمية مؤكدة.
وقدرت مساحة الأراضي الصالحة للزراعة في عام 1998 م، بحوالي 16,900,000 هكتار (41.8 مليون فدان) منها حوالي 1.9 مليون هكتار (4.7 مليون فدان) من الأراضي المروية، خاصة على ضفاف نهر النيل والأنهار الأخرى في شمال البلاد.
ويعتبر القطن من محاصيل التصدير الرئيسية. والسودان هو من أكبر الدول المنتجة للسمسم في العالم، يأتي ترتيبه الثالث بعد الهند والصين، وهو أيضا من دول العالم الأكثر إنتاجا للذرة.
ترتيب السودان في خارطة الإنتاج العالمي لبعض المحاصيل والمنتوجات الزراعية (2009 م).
| المحصول                    | الإنتاج بالطن المتري | الترتيب العالمي |
| -------------------------- | -------------------- | --------------- |
| البامية                    | 252,000              | 3               |
| السمسم                     | 318,000              | 4               |
| الذرة البيضاء              | 4,192,000            | 4               |
| فاصوليا                    | 53040                | 6               |
| الفول السوداني غير المقشور | 942,000              | 7               |
| تمر                        | 422,000              | 8               |
| الدخن                      | 630,000              | 9               |
| جوت                        | 2,121                | 9               |
| جريب فروت                  | 65,655               | 12              |
| فواكه طازجة مختلفة         | 46,816               | 12              |
| بازلاء جافة                | 34,000               | 13              |
| طماطم                      | 46,816               | 13              |
| حمص                        | 11,200               | 17              |
| بذور زيت الخروع            | 1000                 | 19              |
| بذور زهرة الشمس            | 247,000              | 19              |
| مانجو وجوافة               | 185,963              | 22              |

## الثروة الحيوانية

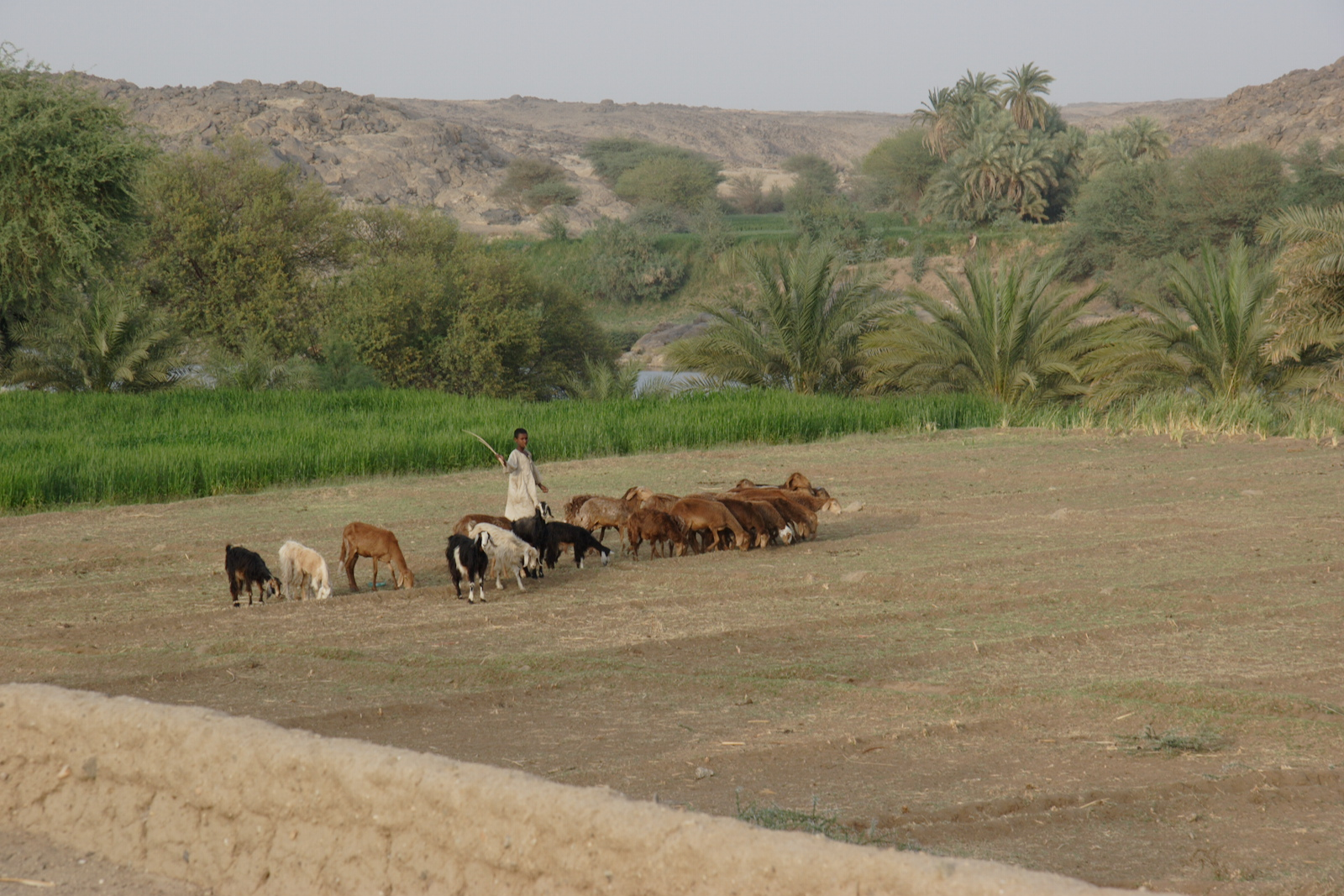
رعي تقليدي في دار المناصير، ولاية نهر النيل

يشغل قطاع الثروة الحيوانية المرتبة الثانية في الاقتصاد السوداني من حيث الأهمية إذ يمتلك السودان أكثر من 130 مليون رأس من الماشية وتمتلك الخرطوم وحدها أكثر من مليون رأس منها
بالإضافة إلى الثروة السمكية في المياه العذبة في الأنهار كالنيل
والبحيرات كبحيرة النوبة والمياه المالحة كالبحر الأحمر. بالإضافة إلى الحيوانات البرية والطيور.

### تربية الماشية
| عدد روؤس الأغنام في العالم | عدد روؤس الأغنام في العالم |
| -------------------------- | -------------------------- |
| الصين                      | 170.8                      |
| أستراليا                   | 106                        |
| الاتحاد الأوروبي           | 98.7                       |
| الهند                      | 62.5                       |
| روسيا                      | 64.0                       |
| إيران                      | 54                         |
| السودان                    | 48                         |
| نيوزيلندا                  | 40                         |
| بريطانيا                   | 35.2                       |
| جنوب إفريقيا               | 25.3                       |
| تركيا                      | 25.2                       |
| باكستان                    | 24.9                       |
| نيجيريا                    | 23                         |
| إسبانيا                    | 22.5                       |
| باقي الدول                 | 337.3                      |
| العالم                     | 1,079.7                    |
| إحصائيات عام 2005          |                            |

يعتبر السودان من أغنى الدول العربية والأفريقية بثروته الحيوانية والتي تقدر فيه أعداد حيوانات الغذاء (أبقار - أغنام - ماعز - ابل) بحوالى 103 مليون راس (30 مليون راس أبقار، 37 مليون رأس أغنام، 33 مليون رأس ماعز، 3 مليون رأس من الإبل)، أضافة ل 4 مليون رأس من الفصيلة الخيلية، 45 مليون من الدواجن وثروة سمكية تقدر بحوالى 100 ألف طن للمصائد الدخلية و10 ألف طن للمصائد البحرية، إلى جانب أعداد كبيرة مقدرة من الحيوانات البرية.

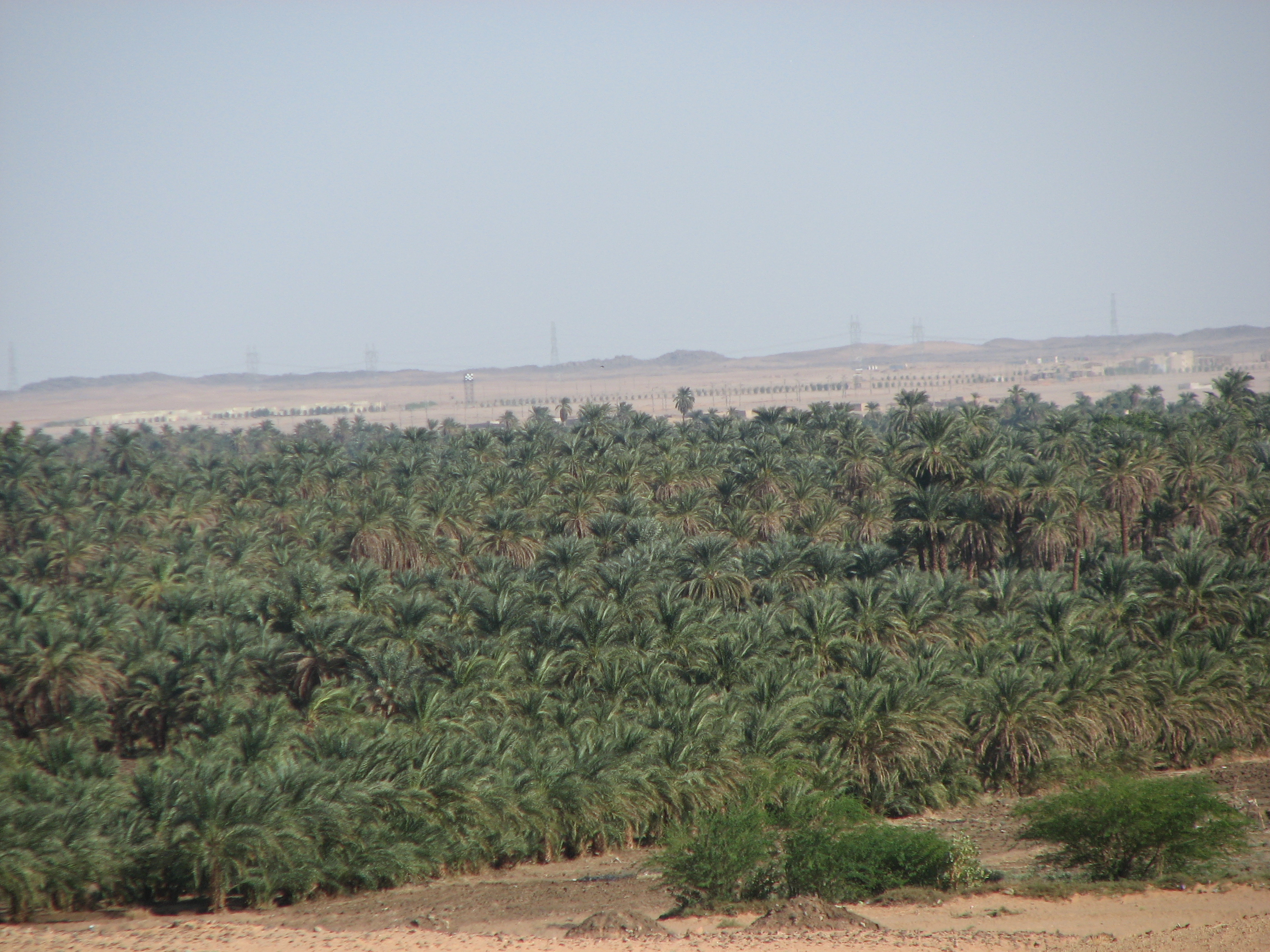
مزارع النخيل التقليدية في ولاية نهر النيل

تمثل الزراعة القطاع الرئيسي للاقتصاد السوداني وسميت البلاد (سلة غذاء العالم) ومعظم الصادرات السودانية تتكون من المنتجات الزراعية مثل القطن، الصمغ العربي، الحبوب الزيتية واللحوم. بالإضافة للخضروات والفاكهة التي تصدر للدول الأفريقية والعربية. وتتوافر في السودان حوالي 84 مليون هكتار تم استغلال 18 مليون هكتار منها وتتميز بالخصوبة وقلة العوائق الطبيعية ووفرة مياه الري من أنهار وأودية وأمطار إلى جانب المناخ المتنوع ووجود الأيدي العاملة. وتساهم الزراعة بنحو 34% من إجمالي الناتج المحلي.
ووفقا لتقديرات منظمة الاتحاد العربي للصناعات الغذائية، يتمتع السودان بحوالي 46% من إجمالي الأراضي العربية الصالحة للزراعة البالغة مساحتها 471 مليون فدان تقريبا، مقابل 20% في الجزائر و18% في المغرب و10% في العراق.

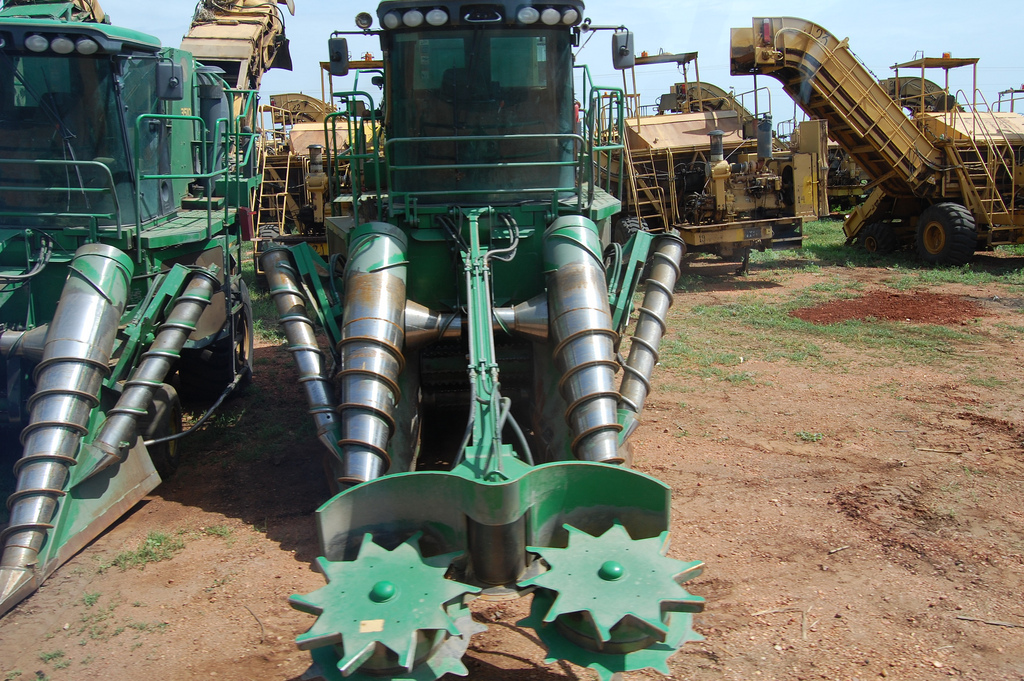
إحدى آلات الحصاد بمشروع سكر كنانة في ولاية النيل الأبيض

## الصناعة

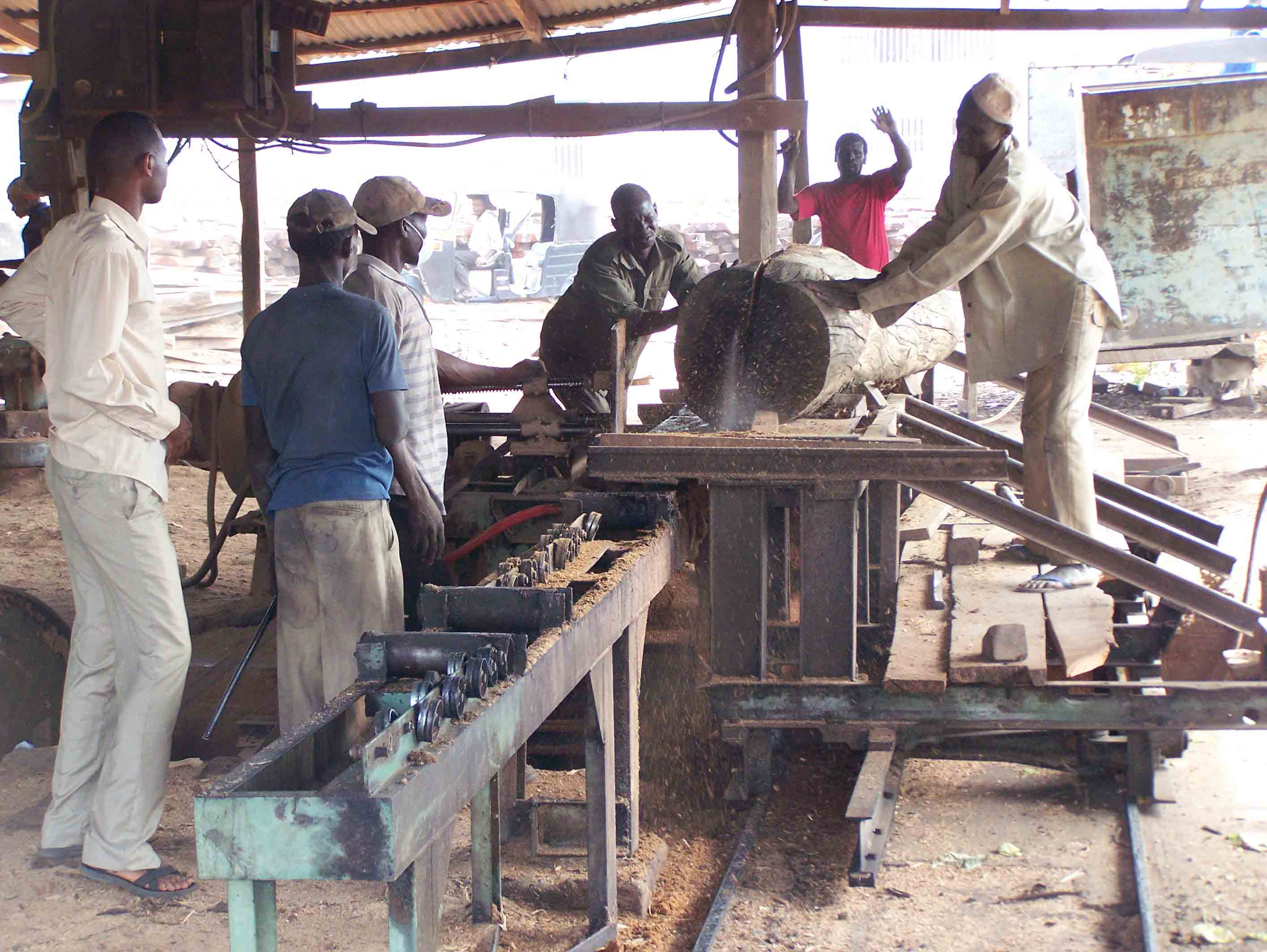
قطع لعوارض السكك الحديدية باستخدام طاحونة منشار دائري AD-الدمازين

التنمية الصناعية في السودان محدودة تتكون من تجهيز المنتجات الزراعية والصناعات الخفيفة المختلفة التي تقع في شمال الخرطوم. في السنوات الأخيرة، قدم مجمع جياد الصناعية في ولاية الجزيرة تجميع السيارات الصغيرة والشاحنات، وبعض المعدات العسكرية الثقيلة مثل ناقلات الجنود المدرعة، والمقترح «البشير» دبابة قتال رئيسية. على الرغم من سمعته الطيبة السودان لديها موارد معدنية كبيرة، وكان الاستكشاف محدود جدا، والإمكانات الحقيقية للبلد غير معروف.
تتركز الصناعة في السودان في الصناعات التحويلية والتي تعتمد علي المنتجات الزراعية مثل النسيج والزيوت والسكر.
حيث تبلغ كمية إنتاج الزيوت حوالي 3 مليون طن والتي تتعامل مع زيوت بذرة القطن وعباد الشمس والفول السوداني والسمسم. بالإضافة للصناعات التحويلية الأخرى مثل صناعة (الإيثانول) في مصنع سكر كنانة. ويعتبر السودان أول دولة عربية منتجة للإيثانول، وقد بلغ إنتاجه حوالي 30 مليون لتر (عام 2011 م) غطى الطلب المحلي وتم تصدير جزء منه إلى دول الاتحاد الأوروبي والدول العربية. ويعتبر السودان ثاني أكبر منتج للإيثانول في إفريقيا بعد جنوب إفريقيا
كما انتعشت في السودان عدة صناعات خفيفة وثقيلة مثل صناعة تجميع السيارات بمصنع جياد بولاية الجزيرة وصناعة الطائرات في منطقة كرري وصناعة الحديد الصلب وكثير من الصناعات الخفيفة الأخرى.

## الكهرباء
إنتاج السودان للكهرباء وصل في عام 2010 م إلى حوالي 4,314 كيلو وات في الساعة، بينما بلغ استهلاك الكهرباء حوالي 3,438 كيلو وات في الساعة.

## النفط

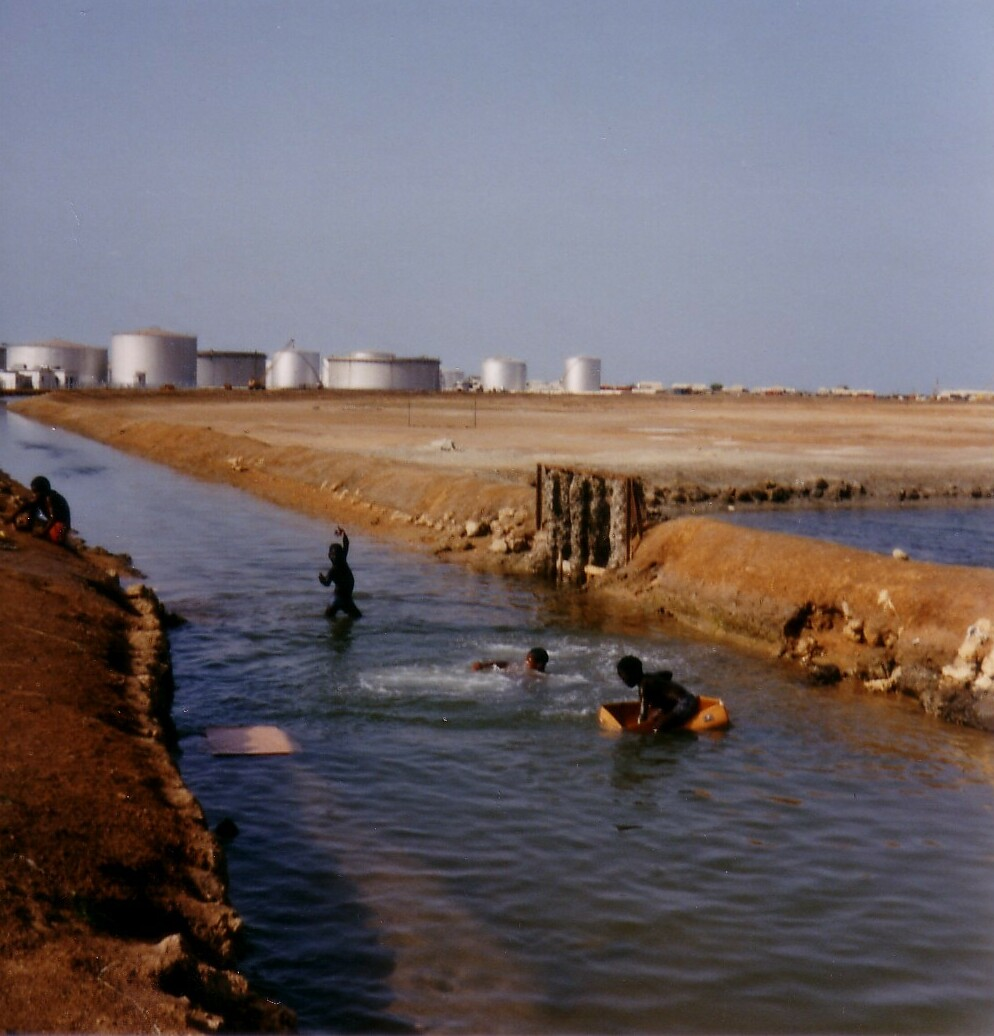
مصفاة للنفط في السودان

كان العبء الثقيل الذي يشكله استيراد المواد البترولية على ميزان المدفوعات السوداني الذي أستمر طويلاً، من الأسباب الرئيسية التي جعلت الاهتمام بتشجيع الاستثمار في مجال النفط حيث وضعت الحكومة النفط ضمن المرتكزات الأساسية في إستراتيجيتها الاقتصادية وفتحت المجال للأستثمار مع عدد من الشركات الدولية العاملة في مجال النفط.

### التنقيب عن النفط

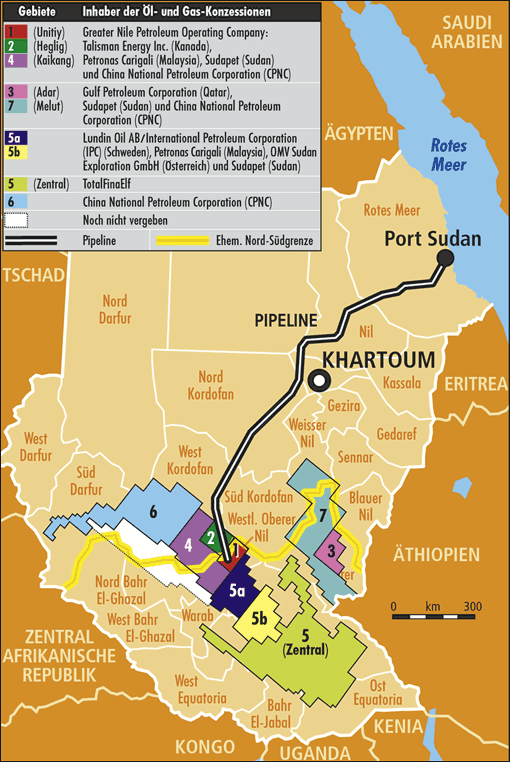
مناطق امتيازات التنقيب عن النفط

بدأت عمليات التنقيب عن النفط فعليا بعد توقيع اتفاقية مع شركة شيفرون الأمريكية عام 1974 م، وبناء على النتائج الجيدة لأعمال التنقيب في أواسط السودان تم التوقيع على اتفاقية أخرى ثنائية مع شركة شيفرون نفسها عام1979 م. أعقبها ابرام اتفاقيات مع شركتي توتال الفرنسية، وشركة صن أويل الأمريكية عامي 1981 و1982 م، وبعد إجراء المسوحات الجيولوجية والجيوفيزيائية في مناطق مختلفة من البلاد الفترة تم حفر 95 بئرا استكشافية منها 46 بئر منتجة مثل حقول سواكن، أبوجابرة، شارف، الوحدة، طلح، هجليج الأكبر، عدارييل وحقل كايكانق، و49 بئر جافة، غير أن هذه الاستكشافات لم يتبعها أي نشاط إنتاجي.
وقعت الحكومة السودانية خلال الفترة من عام 1989 و1999 م، اتفاقيات مع شركات نفطية مختلفة شملت الشركتين الكنديتين IPC وSPC عامي 1991 م، و1993 م، وشركة الخليج GPL عام 1995م، والشركة الوطنية الصينية للبترول CNPC عام 1995 م، وشركة الكونستريوم في فبراير/ شباط عام 1997 م، وتكونت شركة النيل الكبرى لعمليات البترول GNPOC في 1997 م. ونتج من هذه المحصلة تشكيل عدد من شركات التنقيب في مناطق مختلفة من البلاد.

### الإنتاج الفعلي للنفط
بدأ الإنتاج النفطي في السودان في حقول أبي جابرة وشارف، ثم لحق بذلك الإنتاج من حقول عدارييل وهجليج. وكان مجمل إنتاج النفط في السودان حتى يوليو/ تموز 1998 م في حدود الثلاثة ملايين برميل بواقع 471629 برميل من حقلي أبوجابرة وشارف و196347 من حقل عدارييل و2517705 برميل من حقل هجليج. ووصل حجم الإنتاج الفعلي بنهاية يونيو / حزيران 1999 إلى 150 الف برميل من حقلي هجليج والوحدة. وتتوقع الحكومة ارتفاعا في الإنتاج من حقول جديدة تكتشف في المربعات الممنوحة للشركات المختلفة مما سيزيد من احتياطي النفط السوداني. ويبلغ الإنتاج الفعلي الآن حوالي 600 ألف[ ؟ ] برميل يوميا. تعود هذه البيانات إلى فترة ما قبل أنفصال جنوب السودان الذي أصبح دولة قائمة بذاتها، مع العلم بأن 85% من إنتاج النفط السوداني في السابق كان يأتي من الجنوب.
وقد تراجع نصيب السودان من الإنتاج النفطي بعد انفصال الجنوب إلى 120 الف برميل يوميا نصيب الدولة منها 55 الف برميل يوميا. ومن المتوقع أن يرتفع الإنتاج بعد تشغيل الحقول التي كانت معطلة بسبب التوترات في المنطقة وزيادة الاستثمار في التنقيب إلى 180 الف برميل بنهاية عام2012 م، وإلى 320 الف برميل يوميا في عام 2030 م،
ويبلغ احتياطي السودان من النفط المؤكد 6.8 مليار برميل (2010) م، وهو بهذا يحتل الرقم 20 في العالم، بينما يبلغ احتياطيه المؤكد من الغاز الطبيعي (2010) مليار متر مكعب.

## التعدين
تغطي المعادن حوالي 46% من مساحة السودان وتنتشر في مناطق البحر الأحمر وشرق السودان وصحراء بيوضة بشمال السودان وجبال النوبة، وتلال الأنقسنا في جنوب شرق السودان، وسهول البطانة في الوسط، وشمال كردفان وتشمل المعادن: الذهب والفضة والنحاس والزنك والحديد والكروم والمنغنيز والجبص والرخام وغيرها. وقد ازداد نشاط التنقيب التقليدي عن الذهب في الآونة الأخيرة في مختلف المناطق.

## الصادرات
كانت الصادرات السودانية تعتمد اعتمادا كبيرا على الإنتاج النفطي الذي وصل إلى 500 الف برميل يومياً قبل تراجعه بنسبة تصل إلى 75% بعد انفصال الجنوب، ويسعى السودان إلى تعويض هذا المصدر الهام لخزانة الدولة بتكثيف الاستكشافات النفطية في المناطق خاصة في الوسط والجنوب الشرقي وزيادة عمليات التنقيب عن الذهب وتطوير القطاع الزراعي والحيواني من خلال إدخال التقنيات الجديدة لرفع الإنتاجية وتحسين النوعية.
وقد وحظي القطن بعناية خاصة بسبب الطلب المتزايد عليه في الأسواق العالمية، كذلك الحال بالنسبة للصمغ العربي حيث يعتبر السودان الدولة الأولى لإنتاجه في العالم، ويتم تصديره إلى البلدان الأوروبية والولايات المتحدة الأمريكية. ويحتل السكر مكانة هامة في قائمة الصادرات السودانية. وقد حقق السودان الاكتفاء الذاتي من السكر ويقوم حاليا بتصدير الفائض منه، فضلاً عن هذه المنتجات يصدر السودان الحبوب الزيتية، بذرة القطن، الخضر، الفاكهة، الماشية واللحوم.
بلغ حجم إجمالي عائدات الصادرات في عام 2010 م، حوالي 10,29 مليار دولار أمريكي. وتعتبر الصين حسب تقديرات 2010، من أكبر المستوردين للسلع السودانية المصدرة (بنسبة مئوية قدرها 68,3%) تليها اليابان (12,6%)، فالهند (5,8%).

## الواردات
بلغ حجم الواردات السودانية في عام 2010 حوالي 9,176 مليار دولار أمريكي، وتتكون السلع المستوردة من المواد الغذائية والسلع المصنعة والمعدات والأجهزة النفطية والأدوية والمواد الكيميائية والملبوسات والقمح.وتأتي الصين في مقدمة الشركاء التجاريين في قطاع الواردات (بنسة 22% حسب تقديرات 2010) ومصر(7.3%) والمملكة العربية السعودية (6.5%) والهند (5.8%) ودولة الإمارات العربية المتحدة (5%) وكوريا (3,2%) وأستراليا(2,7%).

## التجارة الخارجية

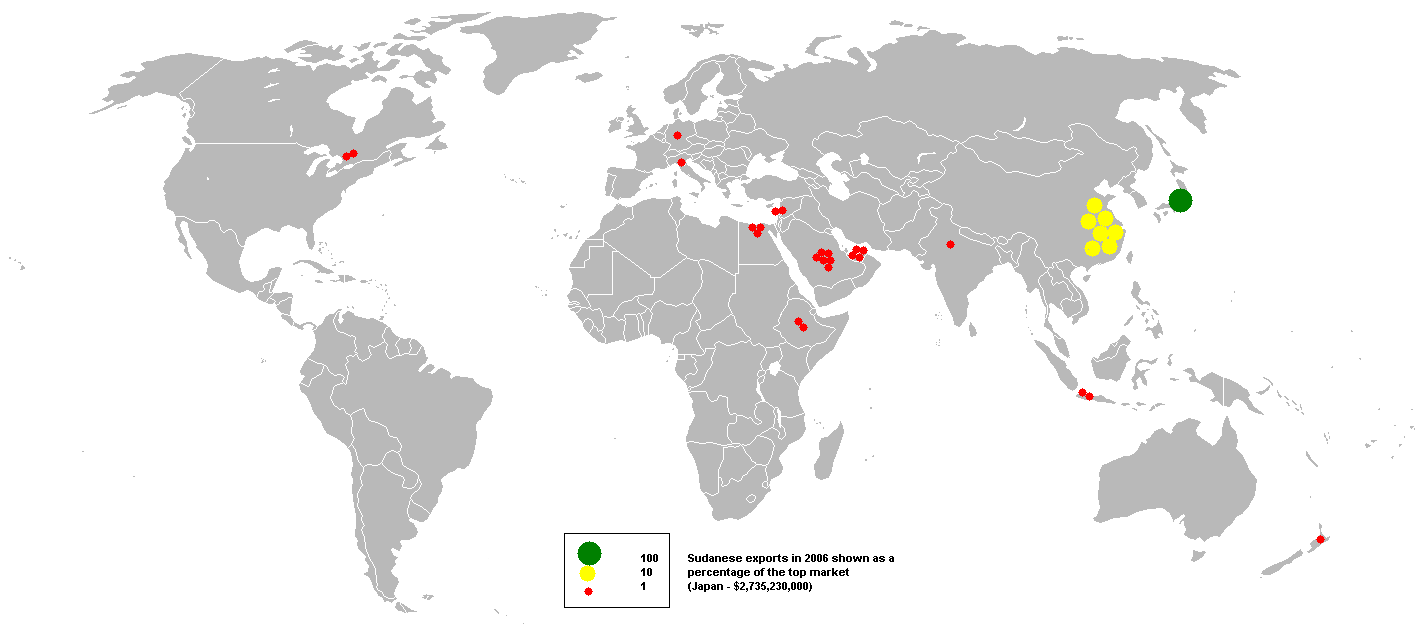
التعاملات الخارجية لاقتصاد السودان

في 3 نوفمبر، 1997، فرضت حكومة الولايات المتحدة حظرا تجاريا ضد السودان وتجميد الاصول الاجمالية ضد حكومة السودان بموجب الأمر التنفيذي 13067. يعتقد ان الولايات المتحدة الحكومة السودانية قدمت دعما للإرهاب الدولي، وزعزعة استقرار حكومات الدول المجاورة، وسمح لانتهاكات حقوق الإنسان. نتيجة للحظر هو أن الشركات الأميركية لا يمكن أن تستثمر في صناعة النفط في السودان، لذلك شركات في الصين وماليزيا والهند هي أكبر المستثمرين.

## اتجاه الاقتصاد الكلي
يبين الجدول التالي أهم المؤشرات الاقتصادية 1980-2017.
| السنة                                                           | 1980  | 1985   | 1990    | 1995   | 2000  | 2005  | 2006  | 2007  | 2008   | 2009    | 2010   | 2011    | 2012     | 2013   | 2014   | 2015   | 2016   | 2017   |
| --------------------------------------------------------------- | ----- | ------ | ------- | ------ | ----- | ----- | ----- | ----- | ------ | ------- | ------ | ------- | -------- | ------ | ------ | ------ | ------ | ------ |
| الناتج المحلي الإجمالي بمليرات الدولارات (تعادل القوة الشرائية) | 12.2  | 13.1   | 14.8    | 17.6   | 21.4  | 26.5  | 35.8  | 45.8  | 54.5   | 53.1    | 65.6   | 67.3    | 68.1     | 72.0   | 82.1   | 97.1   | 95.5   | 117.4. |
| نصيب الفرد (تعادل القوة الشرائية)                               | 1,168 | 1,314  | 1,588   | 1,944  | 2,619 | 3,594 | 3,846 | 4,068 | 4,199  | 4,015   | 4,167  | 5,030   | 4,265    | 4,292  | 4,374  | 4,418  | 4,496  | 4,586  |
| النمو                                                           | 2.5 % | 13.8 % | (1.7) % | 3.0 %  | 8.4 % | 5.6 % | 6.5 % | 5.7 % | 3.8 %  | (2.6) % | 5.2 %  | (3.7) % | (10.6) % | 2.2 %  | 3.2 %  | 3.0 %  | 3.5 %  | 3.1 %  |
| التضخم                                                          | 26.5% | 45.6 % | (0.9)%  | 68.4 % | 8.0 % | 8.5 % | 7.2 % | 8.0 % | 14.3 % | 11.3 %  | 13.0 % | 18.3 %  | 35.4 %   | 36.5 % | 36.9 % | 16.9 % | 17.8 % | 32.4 % |
| الدين (نسبة مئوية من الناتج المحلي الإجمالي)                    | ...   | ...    | ...     | 220 %  | 143 % | 72 %  | 59 %  | 55 %  | 58 %   | 64 %    | 64 %   | 63 %    | 87 %     | 85 %   | 56 %   | 117 %  | 91 %   | 126 %  |